# HODL
HODL est un terme d'argot et un mème Internet, utilisé dans la communauté des mineurs de Bitcoin, en référence au fait de garder de la cryptomonnaie plutôt que de la vendre,,. Le terme est apparu en décembre 2013 dans un message posté sur le forum Bitcoin par un utilisateur en état probable d'ébriété, qui a fait une faute de frappe dans l'intitulé du sujet (en anglais) « I AM HODLING »,,. En 2017, Quartz l'a répertorié comme l'un des termes d'argot essentiels de la culture Bitcoin, et l'a décrit comme le fait de « to stay invested in bitcoin and not to capitulate in the face of plunging prices » (en français : rester dans l'investissement en Bitcoins sans capituler face à des prix en baisse). The Street.com l'a désigné comme le « mantra favori » des détenteurs de Bitcoin. Selon le Financial Times, c'est surtout le subreddit Buttcoin qui a contribué à populariser son utilisation.
Par la suite, des personnes se sont référées à cette expression par rétroacronymie : « Hold On for Dear Life » ( « Ne pas vendre, comme si sa vie en dépendait »),.